# Egbert Nitsch
Egbert Nitsch (ur. 8 lipca 1934 w Królewcu, zm. 6 września 2005) – niemiecki polityk, samorządowiec i ogrodnik, parlamentarzysta krajowy, od 1988 do 1989 poseł do Parlamentu Europejskiego II kadencji.

## Życiorys
Kształcił się w zawodzie sprzedawcy. Zawodowo pracował jako ogrodnik, zajął się prowadzeniem hodowli orchidei w Ellerdorfie. Związał się z Zielonymi, początkowo w ramach bardziej konserwatywnego lokalnego Grüne Liste Schleswig-Holstein (funkcjonującego jako osobna partia w latach 1978–1982). W 1980 zakładał struktury ugrupowania w powiecie Plön, zasiadał w jego radzie i od 1982 do 1984 kierował tam frakcją partii.
W 1984 bez powodzenia kandydował do Parlamentu Europejskiego, mandat uzyskał 11 stycznia 1988 w miejsce zmarłej Brigitte Heinrich. Przystąpił do Grupy Tęcza, został członkiem m.in. Komisji ds. Rolnictwa, Rybołówstwa i Rozwoju Wsi. Później związał się z Zielonymi w powiecie Rendsburg-Eckernförde, a od 1996 do 1998 sprawował mandat posła do Bundestagu (zastępując Raindera Steenblocka).
Był rozwodnikiem, miał pięcioro dzieci. Deklarował się jako bezwyznaniowy.